# Eudule orislinea
Eudule orislinea är en fjärilsart som beskrevs av Walker 1854. Eudule orislinea ingår i släktet Eudule och familjen mätare. Inga underarter finns listade i Catalogue of Life.